# アルジェリアサッカー連盟
アルジェリアサッカー連盟（アルジェリアサッカーれんめい、阿: الاتحادية الجزائرية لكرة القدم, 英: Algerian Football Federation, 仏: Fédération algérienne de football、略称: FAF）は、アルジェリアにおけるサッカー運営団体。北アフリカサッカー連合に加盟している。
アルジェリア・シャンピオナ・ナシオナルやアルジェリア・カップの主催、サッカーアルジェリア男子・女子代表の組織を行う。